# بينوت فورنيرون
بينوت فورنيرون (بالفرنسية: Benoît Fourneyron)‏ هو مهندس فرنسي ولد في سانت إتيان في مدينة لوار، قدم بينوت فرتيرون مساهمات ملحوظة في مجال الطواحين المائية.
درس بينوت فورنيرون في مدرسة ناسيونالي سوبرير للذكور في سانت إتيان، كانت مدرسة هندسية قريبة وافتتحت مؤخرًا آنذاك، أمضى السنوات القليلة التالية في المناجم والحدادة. وفي هذا الوقت، بدأ عدد من المهندسين الفرنسيين - بما في ذلك بعض المعلمين السابقين لبينوت فورنيرون- بتطبيق التقنيات الرياضية للعلوم الحديثة على الآلية القديمة المسماة عنفة.
لعدة قرون، تم استخدام مياه الأمطار لتحويل طاقة الحركة إلى طاقة ميكانيكية، ومعظمها لطحن الحبوب، لكن الآلات الجديدة بعد الثورة الصناعية كانت تحتاج إلى المزيد من القوة والطاقة، وبحلول عشرينيات القرن التاسع عشر كان هناك اهتمام كبير في جعل كفاءة تربينات المياة أكثر كفاءة.

## تربينات بينوت فورنيرون
قام بينوت فورنيرون باستخدام اقتراح لمعلم سابق (كلاود بوردين) كمبدأ في التصنيع، بنى بينوت فورنيترون في عام 1827، وهو في عمر الخامسة والعشرون، أول نموذج له لنوع جديد من التربينات، يسمى «التوربين». (اشتق مصطلح التوربينات من الكلمة اللاتينية). في تصميم بينوت، كانت الطاحونة أفقية، على عكس الطواحين الرأسية في طواحين المياه التقليدية.
تم استخدام هذه التوربينة بقوة 6 حصان (4.5 كيلوواط) بمجموعتين من الشفرات المنحنية في اتجاهين متعاكسين، للحصول على أكبر قدر ممكن من الطاقة من حركة الماء. وفاز فورنيرون بجائزة 6000 فرانك التي تقدمها الجمعية الفرنسية لتشجيع الصناعة لتطوير أول توربين هيدروليكي تجاري.
على مدى العقد التالى، صنع فورنيترون توربينات أكبر وأفضل، تعلم من أخطائه بعد كل نموذج جديد. وبحلول عام 1837، كان لديه توربينة بقوة 60 حصانًا (45 كيلوواط) قادرًا على الدوران بسرعة 2300 دورة كاملة في الدقيقة، في هذا النموذج، كانت عجلة التوربينة ذات قطر قدم واحدة فقط، وكان وزنها 40 رطلاً فقط. وكانت تعمل بكفاءة 80 في المئة.
في غضون بضع سنوات، استخدمت مئات المصانع توربينات على غرار فكرة فورنيرون. تبنت دول أخرى تصميمه لتشغيل الآلات الصناعية أيضًا، وقد نجحت تلك الفكر، وفور نجاحها اسُتخدمت في دعم الصناعة علي مستوي قارة أوروبا والولايات المتحدة، ولا سيما صناعة المنسوجات في نيو إنجلاند. 
وفي عام 1895 تم تركيب توربينات بينوت فورنيرون على الجانب الأمريكي من شلالات نياجارا لتوليد الطاقة الكهربائية.
تم انتخاب بينوت فورنيرون كعضو فخري في الأكاديمية الأمريكية للفنون والعلوم في عام 1861.